# Normálellenállás

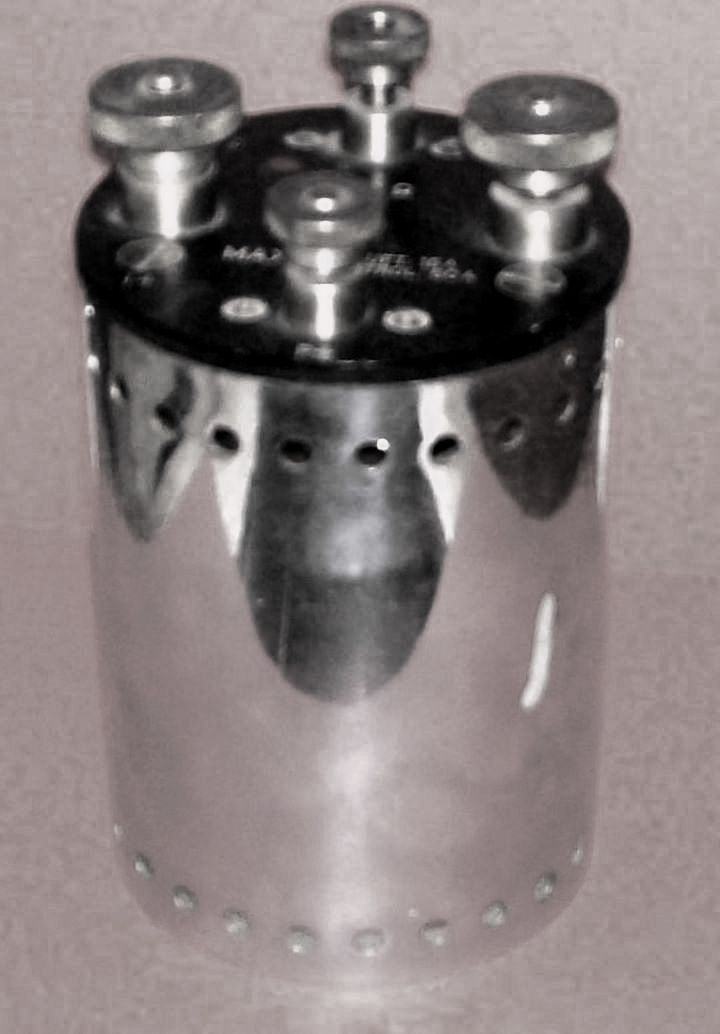
0,01 Ω-os normálellenállás

A normálellenállás, más néven ellenállás etalon (németül: Strommeßwiderstand,  angolul: resistance standard) nagy pontosságú etalon ohmos ellenállás. Jellemzője a nagy pontosság, az időbeni stabilitás. Rajta ismert értékű áramot áteresztve a rajta fellépő feszültségesést műszerek hitelesítésére használják.

## Az ellenállás anyaga
1. Az anyagukkal szemben követelmény, hogy a vörösrézhez és a bronzhoz képest ne adjanak termofeszültséget és kontaktusfeszültséget.
2. A hőmérséklet-változás hatására bekövetkező ellenállás-változásuk legyen kicsi, és ismert.
3. Legyen az idő múlásával tartós, állékony, időben stabil.

Ezeknek a feltételeknek két anyag felel meg:
1. Weston-féle manganin (82% Cu, 12% Ni és 4% Mn)
2. Arany-króm ötvözet (kb. 96% Au és 4% Cr)

## Kialakítása

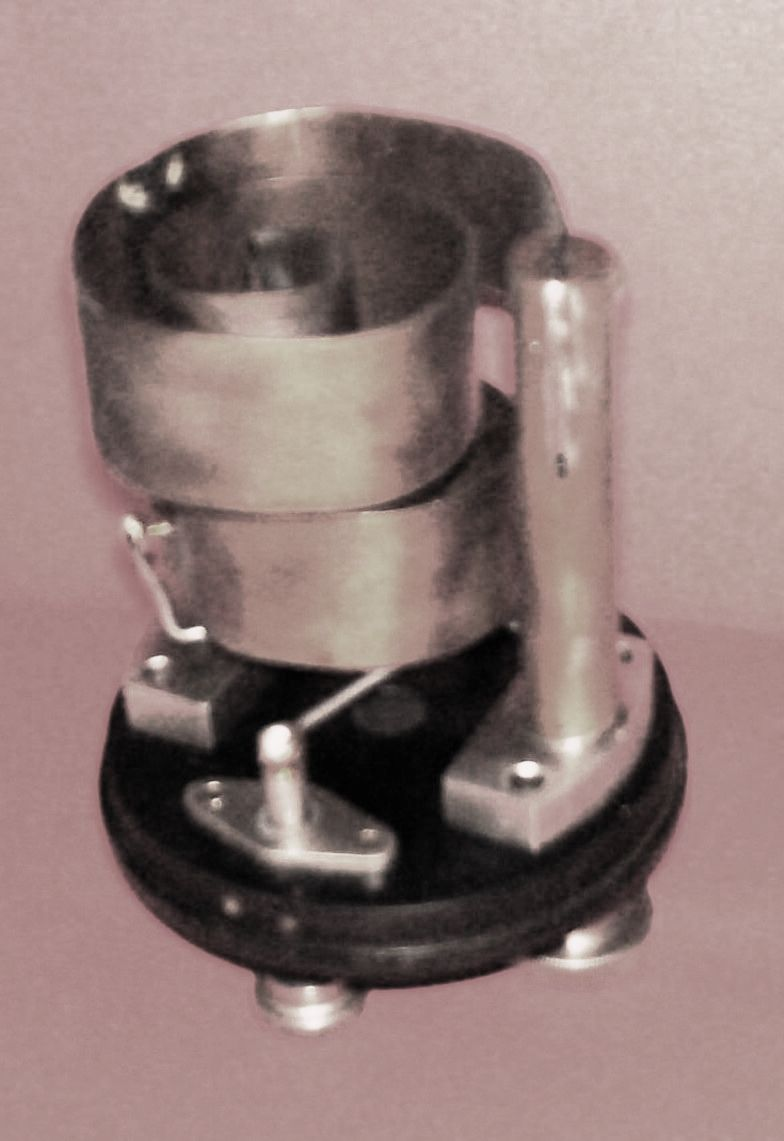
0,01 Ω-os normálellenállás kinyitva

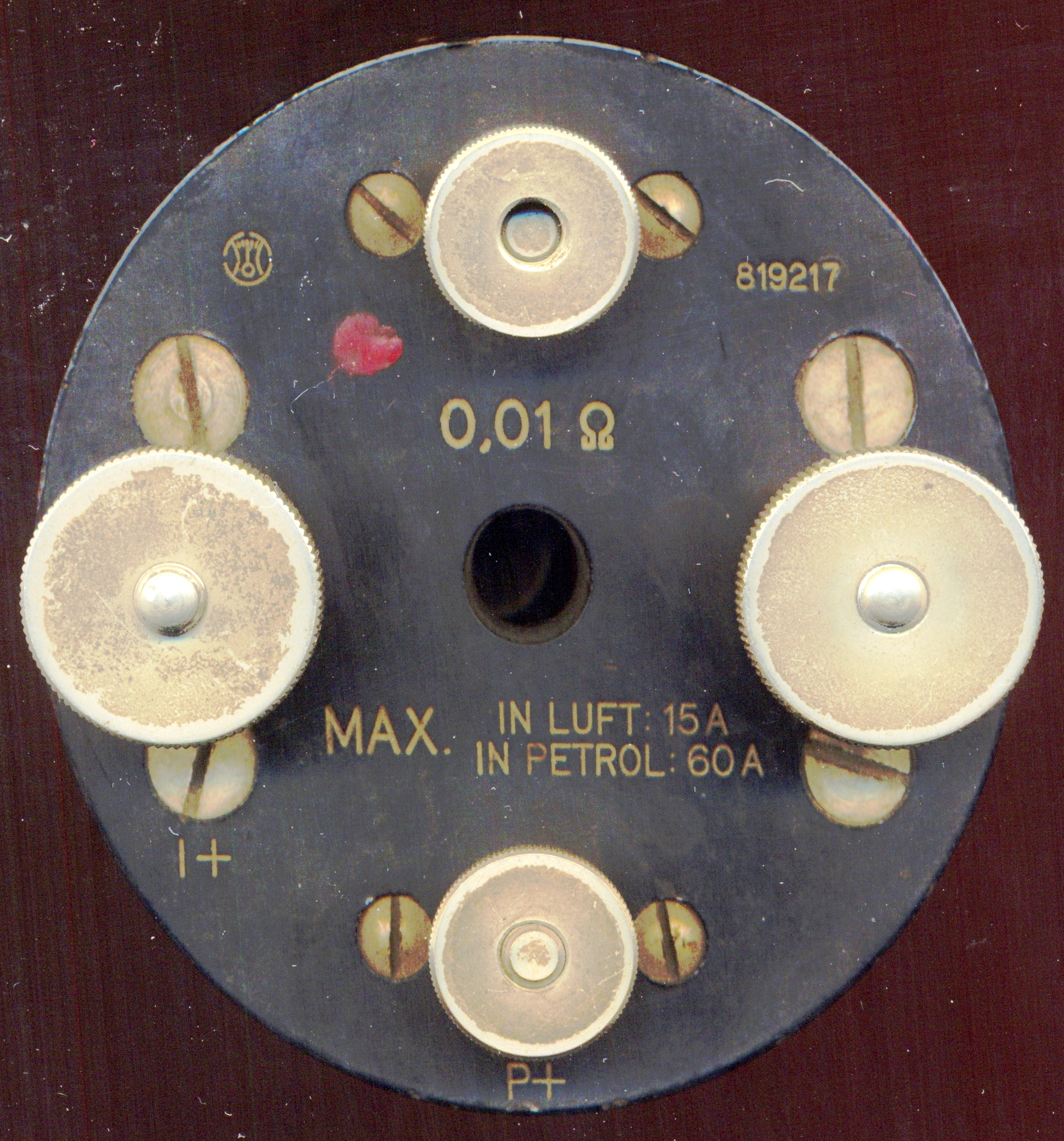
0,01 Ω-os normálellenállás adattáblája a csatlakozó kapcsokkal

A normálellenállások egyenáramú használatra készülnek, de váltakozó áramú használatra is alkalmasak. Szigetelésük legyen kitűnő. Kivezetésük nagy ellenállású műanyaglapon keresztül történjen. A préselt bakelit erre a célra nem felel meg, mivel a benne lévő hajszálrepedések miatt nedvszívó. A korábban használt keménygumi pedig a töltőanyagként használt korom (grafit) miatt már szintén nem felel meg a célnak. Igen jól megfelel pl. az üvegszálas makrolon.
A 10 Ω-os és annál nagyobb ellenállások legalább bifiláris vagy osztott bifiláris (Chaperon-féle) tekercseléssel, robusztus fémcsőre vagy keramikus hengerre tekerve, attól kitűnően elszigetelve készülnek. A képen látható ellenállásnál jól látható, hogy a téglalap alakú manganin lemezt bevágták oly mértékben, hogy a bevágatlan rész megegyezzen egy fél lemez szélességével. Ezt követően az egyik lemezvéget az óramutató járásával megegyező, míg a másikat ellenkező irányba feltekerték. Így ez egy bifiláris kivitelnek felel meg. Az átfolyó nagy áram miatt az áram hozzávezető kapcsok robusztus kialakításúak. Az érték beállítása az egyik lemezfél tengelyirányú többszöri befűrészelésével történt, hogy a szükséges keresztmetszet ne csökkenjen túlzottan le.
Az 1 Ω és annál nagyobb normálellenállás szigetelt huzalból, igen gondosan elkészített rétegszigeteléssel és az egész tekercset védő szigetelő bevonattal készül. A tekercselt és beszabályozott ellenállás védő fémszelencébe kerül. Kb. 120-140 °C-ra melegítve 6-24 órán át öregbítik (feszültségmentesítik). Az öregbítéshez igen jó eredménnyel jár az ellenálláspéldányok néhány µm amplitúdójú rázása, pl. 50 Hz-es váltakozó árammal, tehát 100 Hz mechanikai frekvenciával (óránként 0,36 millió rázás) Az öregbítés után darabonként ellenőrzik, a mért értéket feljegyzik.
Körülbelül 1 év állás után ismét ellenőrzik, és csak ekkor kerülhet használatba, ha a változás mértéke elhanyagolható.
Levegőben vagy hűtőfolyadékban szokás használni. Hűtőfolyadékban a megengedett áramérték a jobb hűtés miatt, általában a levegőben megengedettnek mintegy négyszerese. A jobb hűtés miatt a külső ház perforációval készül. A felmelegedett levegő, vagy hűtőközeg felül távozik, míg a helyére alul másik kerül be.
A 10 Ω-os és annál kisebb ellenállások négy kapoccsal készülnek (két áramvezető és két definiáló kapocs).

## Használata
Kitűnően használható például Thomson-híd normálellenállásaként, mV mérők hitelesítésére szintén szokásos a használata. A definiáló kapcsokra x méter hosszú, x mm² keresztmetszetű szabványos vörösrézhuzal-párral (melynek ellenállása így R=0,035 Ω) kötik a mV-mérőt, míg az áramkapcsokra adják a megfelelő nagyságú áramot. Például a 60 mV-os műszer esetében 1 Ω-os normálellenállás esetén {\displaystyle I={U \over R}={0,06V \over 1\Omega }=0,06A}, míg 10 Ω esetében {\displaystyle I={0,06V \over 10\Omega }=0,006A} nagyságút. Ügyelni kell, hogy a normálellenállás ne legyen túlterhelve.

### A mérési elrendezés helyes megválasztása
Ügyelni kell arra, hogy a műszer belső ellenállása és a normálellenállás értéke ne legyen összehasonlítható nagyságú. Például egy rázásálló műszernek, melynek feszültsége 150 mV és árama 60 mA, belső ellenállása így 2,5 Ω.
1. Egy 0,1 Ω-os normálellenállást használva:
 {\displaystyle I={0,15V \over 0,1\Omega }=1,5A}. Az eredő ellenállása a műszernek és a normál-ellenállásnak 
{\displaystyle R=R_{n}\cdot {R_{m} \over R_{n}+R_{m}}={2,5\cdot 0,1 \over 2,5+0,1}=0,009615385\Omega },  így a feszültség: {\displaystyle U=R\cdot I=0,009615385\Omega \cdot 1,5A=0,14423078V}. Ez az eredeti 0,15 V-ra vetítve 96,154%.
2. Egy 0,01 Ω-os normálellenállást használva {\displaystyle I={0,15V \over 0,01\Omega }=15A}. Az eredő ellenállása a műszernek és a normál-ellenállásnak
{\displaystyle R={R_{n}\cdot R_{m} \over R_{n}+R_{m}}={2,5\cdot 0,01 \over 2,5+0,01}=0,00996016\Omega }. 
 így a feszültség:
 {\displaystyle U=R\cdot I=0,00996016\Omega \cdot 15A=0,1494024V.} Ez az eredeti 0,15 V-ra vetítve 99,6016%.

## Minőségi előírások
1. Értéke legalább 10−4-részig egyezzen meg a névértékével
2. A valódi értéke legalább 10−5 részig legyen kimérve
3. A hőmérséklet-változás hatására bekövetkező értékváltozás legyen kicsi, és ismert. Mértéke legyen kisebb, mint 10−5/°C
4. Értéke legyen időben stabil. Tényleges ellenállását legalább évente szükséges ellenőrizni.
5. Műszerek minősítésénél tilos ugyanazt a mérési összeállítást használni, melyben a hitelesítése történt a műszernek

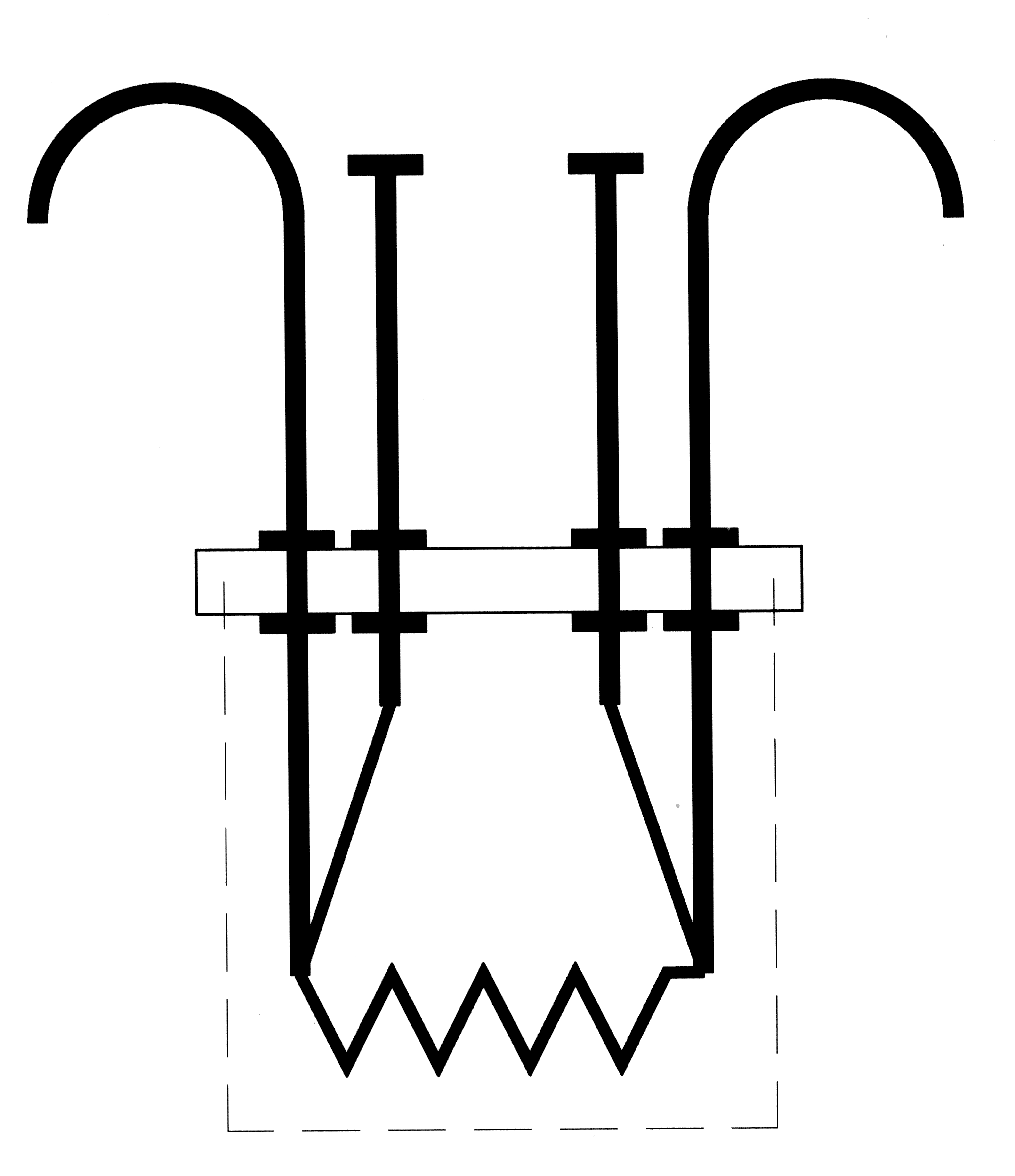
Normálellenállás elvi vázlata

## Szokásos értékei
1. Összehasonlító mérésekhez a kívánt értékű etalon-ellenállás készül.
2. Általános célra az alábbi sorból tevődik ki: 0,0001-0,001-0,01-0,1-1-10-100-1000-10 000 Ω

## Speciális kialakítás
Az 1 Ω-os ellenállások úgy is készülnek, hogy névértéke a csatlakozó kengyelek végpontjai között érvényes, hogy így higanycsészékben lehessen több (pl. 10 db) ellenállást sorbakapcsolni. (A mellékelt rajzon ilyen látható.)

### Dugaszos ellenállásszekrény
A korábbi időkben gyártottak nagy pontosságú, precíziós dugaszos ellenállásszekrényeket is. A Erdély és Szabó Tudományos Műszergyár által gyártott hitelesített normálellenállásnál a dugaszt kihúzva nagy pontosságú manganinhuzalból készült ellenállást iktattak a körbe.